# Noemi Manno
Noemi Manno (Erice, 13 settembre 1998) è una calciatrice italiana, di ruolo attaccante.

## Carriera

### Club
Noemi Manno si appassiona al calcio fin da giovanissima, giocando inizialmente con i maschietti nelle squadre giovanili miste e, arrivata all'età massima consentita dalla federazione, decidendo di tesserarsi con il Trapani per giocare in una formazione interamente femminile, società con cui disputa i campionati regionali.
Nel 2013-2014 si trasferisce al Catania, con cui vince la Serie C, contribuendo con 13 reti in 12 partite. Segna anche una tripletta nella finale di Coppa Sicilia, vinta contro la Forese Trapani. società che disputa la Serie B, dove debutta nel girone D del campionato 2014-2015, venendo impiegata in 25 dei 26 incontri totali, marcando 13 reti e contribuendo a far raggiungere alla sua squadra l'ottavo posto in classifica e la conseguente salvezza.
Nell'estate 2015 si trasferisce nuovamente, sottoscrivendo un accordo con il Caprera per disputare, ancora in serie B, girone A del campionato entrante. Impiegata in tutti i 22 incontri del campionato, condivide con le compagne la difficile stagione che vede la sua squadra incapace di uscire dalla parte bassa della classifica, tuttavia, grazie anche alle 5 reti segnate, contribuisce a raggiungere l'undicesimo posto in classifica, l'ultimo utile per la salvezza.
Durante il successivo calciomercato estivo si trasferisce al Pink Sport Time per disputare la sua terza Serie B in maglia biancorossa nella stagione 2016-2017. Alla sua prima stagione con la società barese viene impiegata in tutte le 22 partite di campionato più lo spareggio promozione, siglando in tutto 13 reti, una in meno dell'esperta Giuseppa Bassano. Condivide con le compagne la vittoria dell'incontro del 21 maggio 2017, giocato a Città Sant'Angelo, dopo che i tempi regolamentari si erano chiusi sul punteggio di 1-1, superando la Roma CF ai tiri di rigore e festeggiando il ritorno del club in Serie A. Oltre alla stagione nella squadra titolare Manno è inserita in rosa anche con la formazione che disputa il Campionato Primavera e con la quale vince lo scudetto 2017-2018 battendo nella finale del 23 giugno 2018 le avversarie della Juventus.
Nella stagione 2017-2018 con la squadra titolare Manno parte spesso dalla panchina, facendo il suo debutto in Serie A alla 2ª giornata di campionato, sostituendo al 73' la pari ruolo Angelica Parascandolo nell'incontro in trasferta perso con la Fiorentina. Disputa 17 incontri nella stagione regolare, siglando 3 reti, la prima aprendo al 5' le marcature nell'incontro casalingo con l'Empoli, gara poi vinta dalle avversarie per 3-1, più la rete con cui nello spareggio salvezza la Pink Sport Time supera per 3-2 sul neutro di Montesilvano il San Zaccaria, condannando le ravennati alla retrocessione e mantenendo così la chance di rimanere in Serie A giocandola ai play-off. Nell'ultimo incontro della stagione Manno sigla la rete del parziale 2-0 sul Pro San Bonifacio, partita poi terminata 3-1 per le baresi che accedono così al campionato di Serie A 2018-2019.
Durante il calciomercato estivo 2018 Manno decide di trasferirsi al Verona Women, mutato poi in Verona femminile, sezione dell'Hellas, prima dell'inizio della stagione.
Dopo un solo anno in Veneto ritorna alla Pink Sport Time, ripescata in Serie A.
Lasciate le giallorosse nell'estate 2022, Manno trova un accordo con l'Apulia Trani, tuttavia l'esperienza con il club pugliese si conclude già a fine anno decidendo di  firmare con il Freedom di Cuneo terminando il campionato di Serie B 2022-2023 con queste ultime.

## Palmarès

### Club
- Campionato italiano di Serie B: 1

Pink Sport Time: 2016-2017
- Coppa Sicilia: 1

Femm. Catania: 2013-2014

### Competizioni giovanili
- Campionato Primavera: 1

Pink Sport Time: 2017-2018